# Операція «Бернгард»

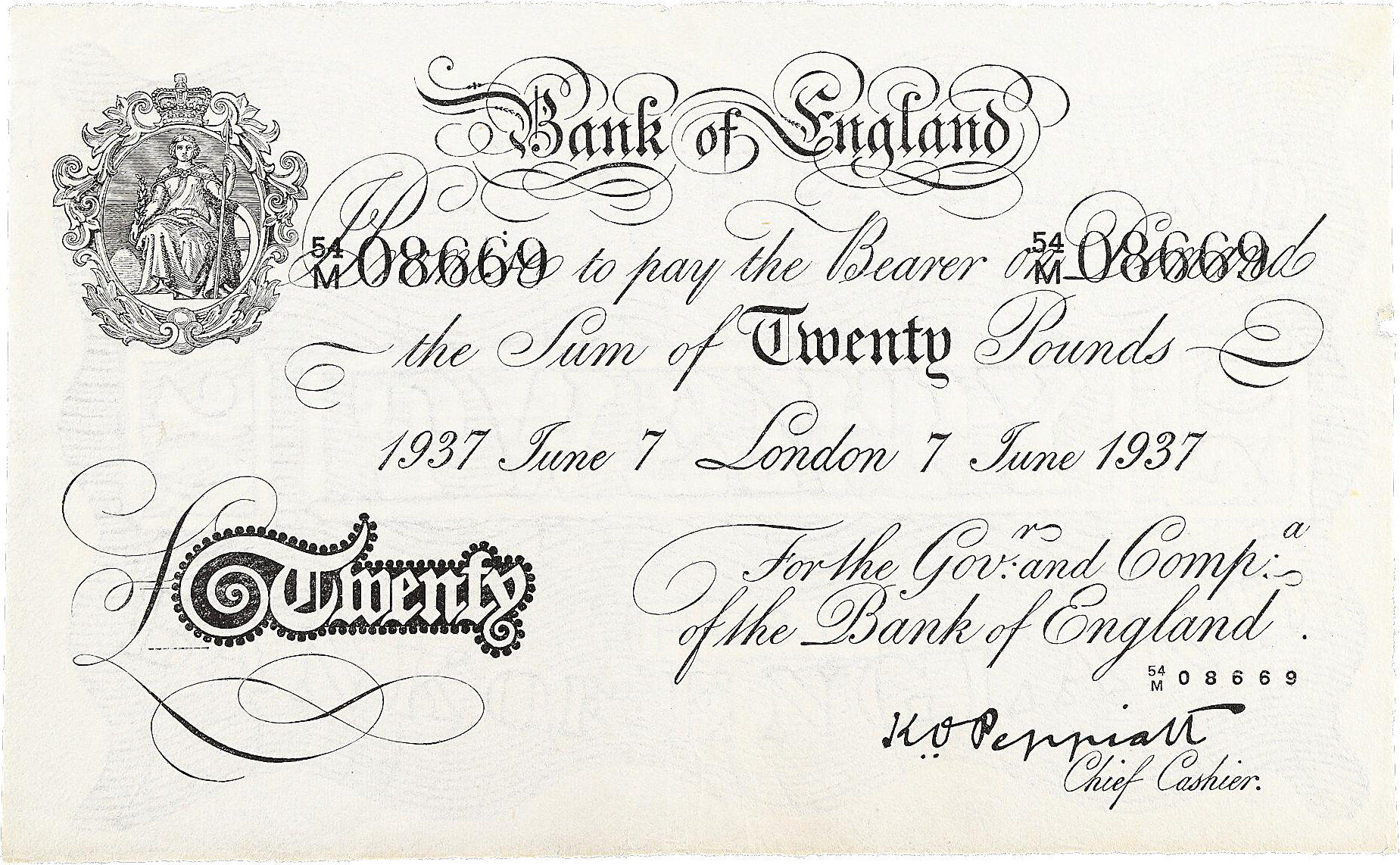
Британська банкнота номіналом 20 фунтів стерлінгів, випущена в'язнями концтабору Заксенгаузен під час операції «Бернгард»

Операція «Бернгард» (нім. Aktion Bernhard) — таємна операція нацистської Німеччини з масового виготовлення фальшивих банкнот фунтів стерлінгів та доларів США під час Другої світової війни.
Первісною метою операції було «підривання» англійської фінансової системи через розповсюдження підроблених фунтів стерлінгів. План передбачав розкидання фальшивих банкнот із літаків, що могло спричинити колапс британської економіки. Для реалізації завдання було зібрано групу фальшивомонетників, яку очолив Альфред Науйокс. Протягом 18 місяців команда змогла відтворити структуру паперу, розробити гравіювальні пластини та розгадати зашифровану систему нумерації британських банкнот.
У 1942 році керівництво операцією перейшло до штурмбанфюрера СС Бернгарда Крюгера, який реорганізував процес. Для масового виробництва фальшивих фунтів стерлінгів у концентраційному таборі Заксенхаузен було створено спеціальну друкарню, де працювали ув'язнені. За різними оцінками, під час операції було виготовлено від 132 до 300 мільйонів фальшивих фунтів стерлінгів, тоді як весь золотий запас Банку Англії у 1933 році становив 137 мільйонів фунтів. Отримані кошти використовували для фінансування секретних операцій, оплати послуг агентів німецької розвідки, закупівлі зброї на чорному ринку та підтримки пронацистських угрупувань. Зокрема, сто тисяч фальшивих фунтів сприяли звільненню Беніто Муссоліні з полону.
На кінець Другої світової війни у загальному обігу перебували фальшиві банкноти на суму від 15 до 20 мільйонів фунтів стерлінгів. Якість підробок була настільки високою, що навіть провідні експерти з труднощами могли відрізнити їх від справжніх банкнот. Один зі співробітників Банку Англії назвав ці фальшиві гроші «найнебезпечнішими з усіх, що він коли-небудь бачив». У Великій Британії розпочалася боротьба з підробками та модернізація банкнот. У 1943 році було заборонено ввезення банкнот у фунтах стерлінгів, а також припинено друк купюр номіналом 5 фунтів і вище. У 1957 році випустили нову банкноту номіналом 5 фунтів стерлінгів, у 1964 — 10 фунтів, у 1970 — 20 фунтів, а в 1981 — 50 фунтів.

## Передумови

### Виникнення плану
|                                                                    | Економіка була сильною стороною Британії під час Другої світової війни. Але якщо ви зможете похитнути її, знищити її фундамент, то й зможете поставити цілу британську націю на коліна. Ідея полягала в тому щоб просто затопити Британію фальшивими банкнотами. Тоді Лондон втратив би довіру серед світових лідерів. Залишився б наодинці. |
| — Вінсон Хоутон (історик). Міжнародний музей шпигунства. 2020 рік. | |

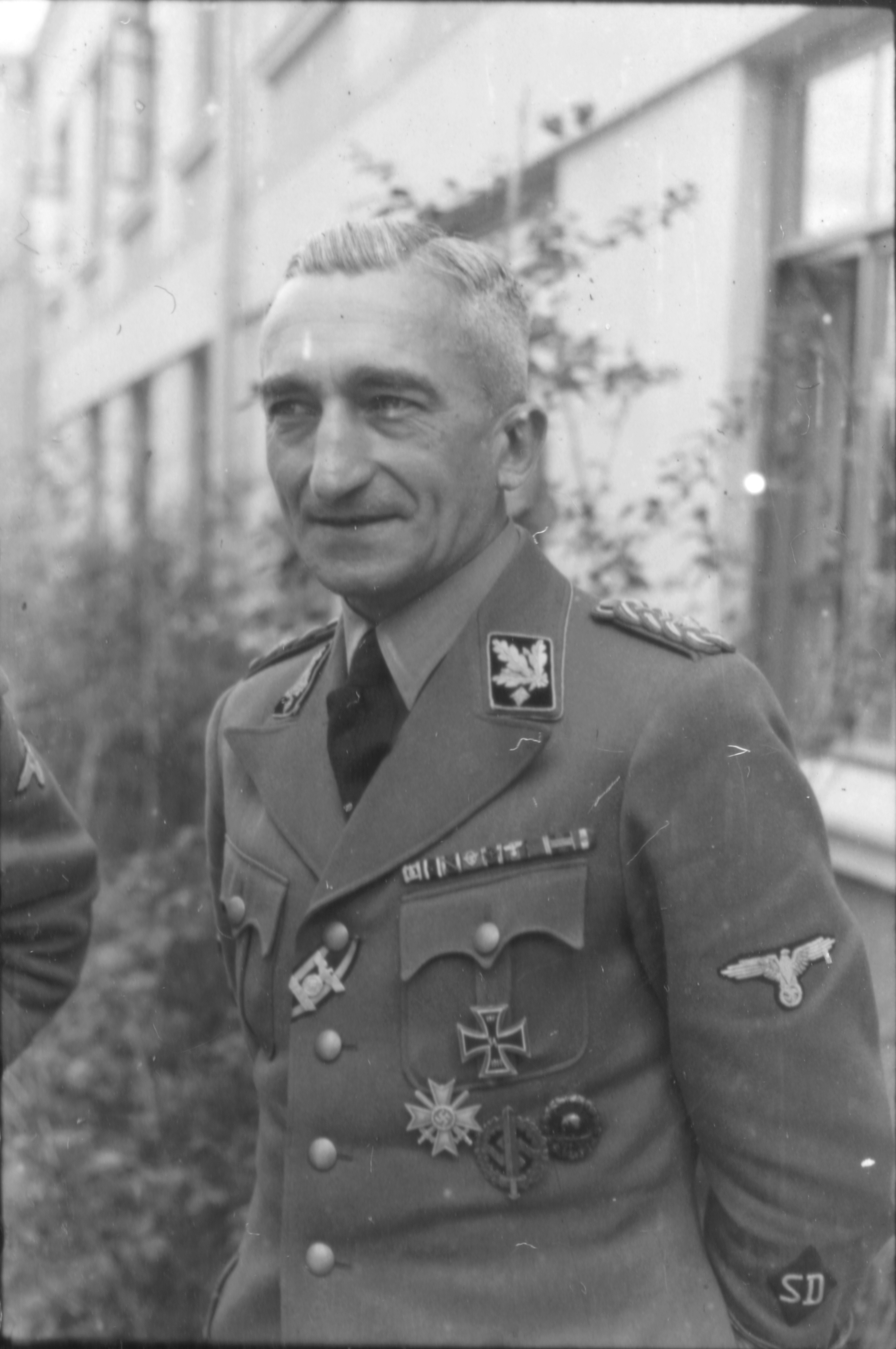
Групенфюрер СС Артур Небе — автор ідеї створення фальшивих банкнот Великої Британії для підриву її економіки

18 вересня 1939 року, через два тижні після початку Другої світової війни, під час зустрічі керівників Третього Рейху начальник карної поліції Артур Небе запропонував ідею виготовлення підробних фунтів стерлінгів. На його думку, розповсюдження з повітря підроблених банкнот на суму 30 мільярдів фунтів могло б спровокувати фінансовий колапс Великої Британії та позбавити фунт статусу світової валюти. Ідея здобула підтримку в колах нацистського керівництва, зокрема у Райнгарда Гейдріха, хоча він і сумнівався у доцільності залучення фальшивомонетників через можливі репутаційні втрати Німеччини. Міністр пропаганди Йозеф Геббельс назвав план «гротескним», а міністр економіки й президент Рейхсбанку Вальтер Функ застеріг, що це суперечить міжнародному праву. За однією з версій, Адольф Гітлер санкціонував початок операції, залишивши на доповідній записці коментар: «Долари ні. Ми не воюємо з США».

### Банкноти Великої Британії

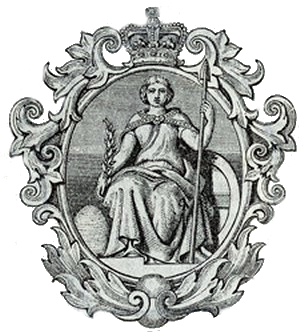
Алегоричне зображення Британії, що використовувалося у верхньому лівому куті британських банкнот

Дизайн банкнот Великої Британії, що використовувалися на початку Другої світової війни, був розроблений у 1855 році та зазнав лише незначних змін упродовж наступних десятиліть. Банкноти друкувалися на білому ганчірковому папері з одностороннім чорним друком і алегоричним зображенням Британії, вигравіюваним Даніелем Маклайзом із Королівської академії мистецтв, у верхньому лівому куті.
Банкнота номіналом у 5 фунтів стерлінгів мала розміри 195 × 120 мм, а банкноти номіналом у 10, 20, 50 фунтів стерлінгів були трохи більшими — 210 × 133 мм. Банкноти містили 150 дрібних маркувань, створених для виявлення підробок. Ці маркування часто вважали друкарськими помилками, і вони змінювалися між випусками банкнот. Кожна банкнота мала алфавітно-цифровий серійний номер і підпис головного касира Банку Англії. Перед випуском банкнот їх серійні номери записувалися в реєстри, що дозволяло банку перевіряти свої зобов'язання. Ці номери також звірялися, коли банкноти поверталися до банку в процесі обігу. На кожній банкноті по центру розміщувався водяний знак, який відрізнявся залежно від номіналу банкноти та серійного номера. За словами куратора Музею Банку Англії Джона Кейворта, оскільки паперові банкноти ніколи раніше не підроблялися успішно, Банк Англії «займав дещо самовдоволену позицію щодо їх дизайну і виробництва». Він схарактеризував їх як «технологічно … дуже прості».

### Операція «Андреас»

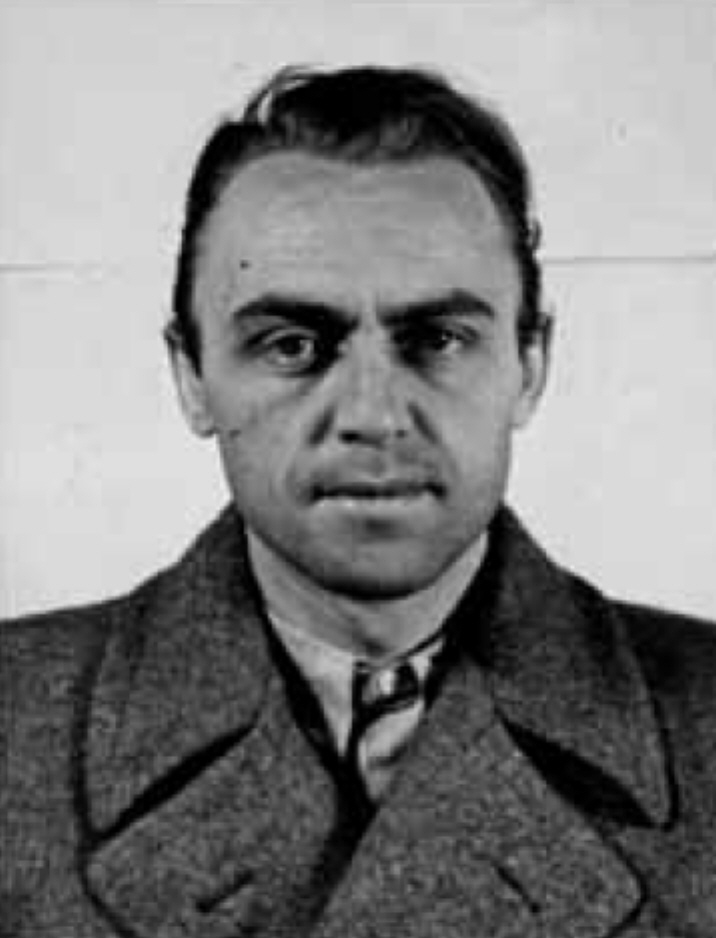
Альфред Науйокс — куратор операції «Андреас»

Після схвалення Адольфа Гітлера Райнгард Гейдріх розпочав підготовку до операції під кодовою назвою «Андреас». Метою було створення фальшивих банкнот, які були б точними копіями оригіналів, настільки досконалими, що навіть кваліфіковані експерти не змогли б помітити розбіжностей.
На початку 1940 року група фахівців розпочала роботу в технічному відділі Служби безпеки райхсфюрера СС у Берліні. Її очолив штурмбанфюрер СС Альфред Науйокс, а щоденний контроль здійснював математик і криптограф Альберт Лангер. Завдання розділили на три основні етапи: створення ідентичного паперу, виготовлення друкарських пластин і розгадування британської системи нумерації банкнот.
Для підробки обрали найпоширенішу купюру — 5 фунтів стерлінгів. Зразки британських банкнот відправили на технічний аналіз, який показав, що для їхнього виготовлення використовували папір із ганчір'я, без додавання целюлози, що було характерним для високоякісного паперу того часу. Німецькі фахівці зрозуміли, що досягти потрібної текстури й кольору буде надзвичайно складно. Перші експерименти зі створення паперу виявили кілька проблем: колір матеріалу суттєво відрізнявся від оригіналу, а під ультрафіолетовими променями підробки виглядали тьмяніше. Однією з причин невідповідності було використання чистої тканини, тоді як британці застосовували вживане, навіть брудне ганчір'я, що містило залишки оливи та інші природні домішки, які надавали британському паперу характерного вигляду. Щоб розв'язати проблему кольору та текстури, паперову фабрику Hahnemühle залучили до серії експериментів. Було з'ясовано, що вода, використана у процесі, також впливала на кінцевий результат. Німецькі фахівці ретельно досліджували склад води, що застосовувалась у Британії, й намагались відтворити її хімічні властивості. Це включало аналіз і дублювання таких компонентів, як вміст мінералів, солей та органічних речовин. Завдяки цьому вдалося отримати папір, який виглядав ідентичним оригіналу.
Щоб відтворити систему літерно-цифрових номерів британських банкнот та зберегти ілюзію автентичності підробок, Альберт Лангер співпрацював із банківськими експертами. Технічні записи операції «Андреас» не збереглися, тому метод, за яким німці визначили правильні послідовності нумерації, залишається невідомим. Історик Пітер Боуер припускає, що для цього використовували криптоаналіз.
Гравери працювали над створенням друкарських пластин для відтворення віньєтки із зображенням алегоричної постаті Британії. Через сім місяців вони досягли задовільного результату, хоча певні відмінності все ж залишилися. Серед них — менш деталізований хрест на короні та «тьмяний» вигляд постаті.
Наприкінці 1940 року Альфреда Науйокса зняли з посади через конфлікт із Гейдріхом, після чого проєкт очолив Альберт Лангер. 1942 року він подав у відставку, і операцію закрили через невідповідність результатів поставленим завданням. Сам Лангер стверджував, що за 18 місяців було виготовлено фальшивих банкнот на суму 3 мільйони фунтів стерлінгів, але історики вважають цю цифру перебільшеною. Реальний обсяг оцінюється приблизно у 500 тисяч фунтів. Більшість підроблених банкнот залишилися невикористаними.

## Операція «Бернгард» — фабрика підробок у Заксенгаузені

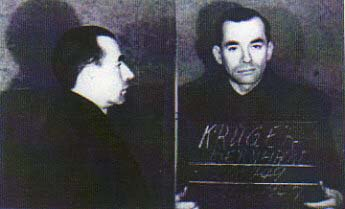
Штурмбанфюрер СС Бернгард Крюгер — куратор операції «Бернгард»

### Виробництво підроблених фунтів стерлінгів
У липні 1942 року рейхсфюрер СС Генріх Гіммлер вніс корективи до попередніх завдань операції «Андреас» і поновив її. Первісно планувалося скидати підроблені фунти над британськими островами для дестабілізації економіки ворога, однак Гіммлер вирішив змінити підхід і використати підробки для фінансування розвідувальних операцій. Секретна служба у відомстві Гіммлера відчувала серйозну нестачу фінансування з боку Рейхсбанку, і отримані кошти мали покрити дефіцит ресурсів, необхідних для розвідувальної діяльності.
Операцію перейменували на «Бернгард» на честь штурмбанфюрера Бернгарда Крюгера, який її очолив, замінивши на цій посаді Альфреда Науйокса. У приміщеннях, які використовували для операції «Андреас», було знайдено друкарські пластини та верстати, але сітки для створення водяних знаків виявилися непридатними. Для виконання завдань Крюгер отримав дозвіл відбирати в'язнів із концентраційних таборів, підконтрольних СС. У концтаборі Заксенгаузен йому виділили блоки 18 і 19 для створення виробництва та розміщення ув'язнених-фальшивомонетників. Будівлі були відокремлені високим парканом і колючим дротом. Охорону здійснювали підрозділи СС «Мертва голова».

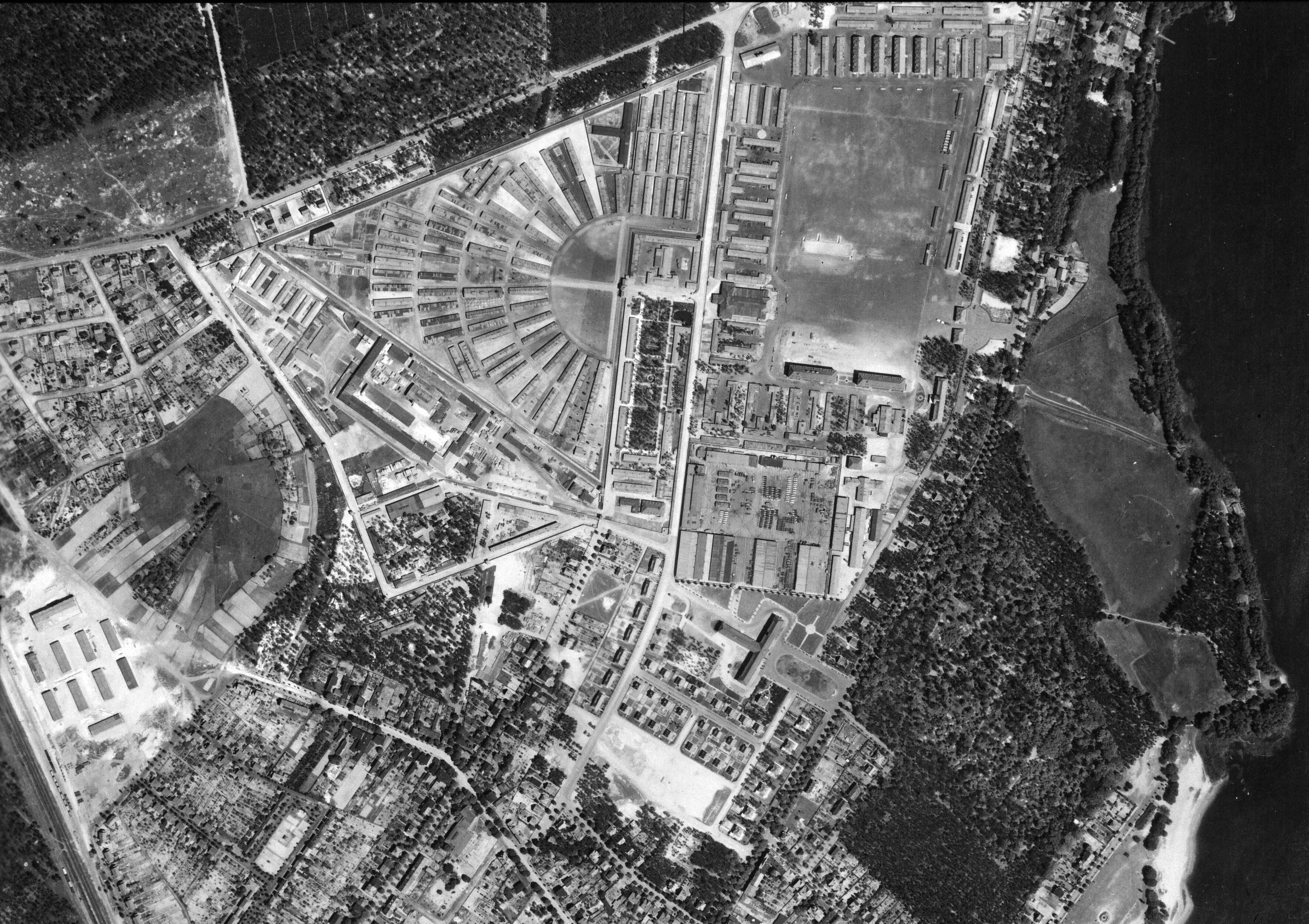
Аерознімок концтабору Заксенгаузен, зроблений 1943 року Королівськими ВПС

Крюгер особисто відвідував концентраційні табори, відбираючи спеціалістів із навичками малювання, гравіювання, друкарства та банківської справи. У вересні 1942 року в Заксенгаузен прибули перші 26 фальшивомонетників, а в грудні — ще 80. Умови утримання значно відрізнялися від стандартних у концтаборах. Крюгер звертався до ув'язнених на «ви», забезпечив поліпшене харчування, дозволив спати на залізних нарах із панцирною сіткою, застелених матрацами та білизною. Після закінчення війни колишні ув'язнені згадували про ввічливе ставлення штурмбанфюрера Крюгера, що кардинально відрізнялося від звичайного поводження в концтаборах. Їм також дозволяли курити сигарети, читати газети, слухати радіо. У бараках було встановлено стіл для пінг-понгу, який використовували як ув'язнені, так і охоронці, та сцена для аматорських театральних постановок.
У грудні 1942 року на виробництво доставили друкарські верстати «Victoria-Tiegel Type 4». Щомісяця з паперової фабрики Hahnemühle надходило 12 тисяч аркушів спеціального паперу, на кожному з яких друкували по чотири банкноти. Перші фальшиві фунти випустили в січні 1943 року. Роботу організували цілодобово. Зміни тривали по 12 годин, а загальна кількість залучених до процесу в'язнів сягала від 140 до 300 осіб за різними джерелами. Керував процесом колишній бухгалтер Оскар Штейн, який був головним серед ув'язнених. Банкнотні листи з чотирма надрукованими купюрами просушували, а потім розрізали сталевою лінійкою із шорсткими краями, щоб відтворити текстуру справжніх фунтів. З середини 1943 по середину 1944 років на шести друкарських верстатах щомісяця випускали близько 65 тисяч фальшивих банкнот.
Щоб банкноти виглядали вживаними, їх зношували вручну. Ув'язнених шикували в колони й змушували передавати банкноти з рук у руки, імітуючи їхній рух в обігу. Частина в'язнів згортала й розгортала фальшиві купюри, інші проколювали краї шпильками, повторюючи типову британську практику скріплення грошей. За спогадами Адольфа Бургера, ув'язнені намагалися проколювати шпильками зображення Британії, адже, на їхню думку, британці цього не робили. На звороті банкнот писали імена та адреси, як це часто робили британці, а на лицьовій стороні — номери, як було заведено серед банківських клерків.
Виготовлені банкноти розподіляли на чотири категорії:
- 1-й сорт — для використання в нейтральних країнах агентами нацистської розвідки;
- 2-й сорт — для оплати послуг колаборантів;
- 3-й сорт — для перекидання до Великої Британії;
- 4-й сорт — брак, що підлягав знищенню або повторному переробленню.

Нацистське керівництво залишилося задоволеним результатами. За успішну роботу учасників нагородили Хрестом Воєнних заслуг. Серед 12 нагороджених ув'язнених троє були євреями, що викликало обурення коменданта концтабору. Цей факт дійшов до начальника Головного управління імперської безпеки Ернста Кальтенбруннера, проте керівник операції Бернгард Крюгер обмежився лише усною доганою.
За різними оцінками, під час операції «Бернгард» було виготовлено від 132,6 до 300 мільйонів фунтів стерлінгів, з яких близько 125 мільйонів вважалися придатними до використання. Для порівняння: весь золотий запас Банку Англії у 1933 році становив 137 мільйонів фунтів.

### Виробництво підроблених доларів США

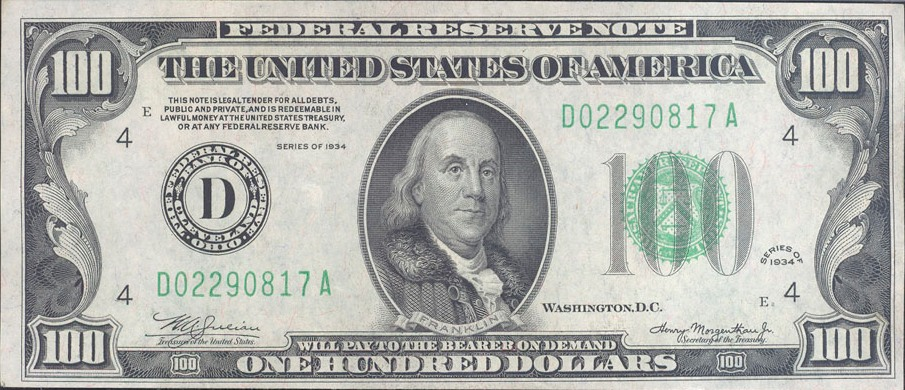
Сто доларів США 1934 року — останнє завдання операції «Бернгард»

У травні 1944 року обергрупенфюрер СС Ернст Кальтенбруннер доручив розпочати виробництво підроблених доларів США. Захист американської валюти був значно складнішим, ніж у британських фунтів стерлінгів. Для створення фальшивих доларів потрібно було відтворити папір із дрібними волокнами шовку та освоїти новий процес друку.
Ув'язнені розуміли, що після завершення підробки доларів їхнє життя втратить будь-яку цінність для нацистів. Це спонукало їх навмисно уповільнювати роботу. За словами Лоуренса Малкіна, навіть Бернгард Крюгер був зацікавлений у затягуванні процесу. Завершення операції «Бернгард» зробило б його головним носієм державної таємниці, що, найімовірніше, призвело б до його відправлення на фронт або усунення.

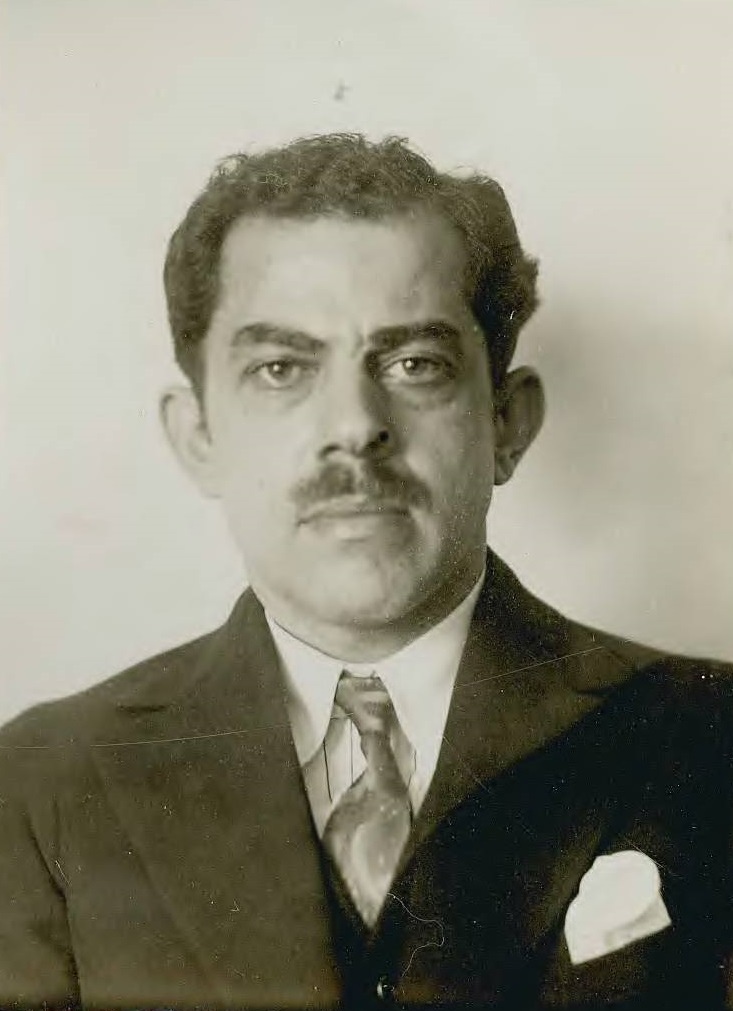
Соломон Смолянов — єврейський майстер-фальшивомонетник

У серпні 1944 року до групи приєднався справжній фальшивомонетник Соломон Смолянов, заарештований Крюгером ще 1939 року. Він став «головним ретушером» так званої «доларової групи», до складу якої входили фахівець із фотографії Норман Леві, художник Петер Едель, копіювальник Абрахам Якобсон, друкар Адольф Бургер та гравер Фелікс Цітрін. Смолянову доручили прискорити створення доларів і контролювати якість підроблених фунтів. Через скарги ув'язнених на перебування поруч із кримінальним злочинцем Крюгер надав Смолянову окреме місце для ночівлі у своєму кабінеті.
Наприкінці 1944 року фальшивомонетники відтворили зворотний бік купюри номіналом 100 доларів, а в січні 1945 року завершили лицьову сторону. Готові 20 примірників без серійних номерів, алгоритм яких залишався незрозумілим, були представлені Гіммлеру та банківським експертам. Зображення та друк визнали ідеальними, однак папір суттєво відрізнявся від справжнього.

## Відмивання та використання фальшивих грошей

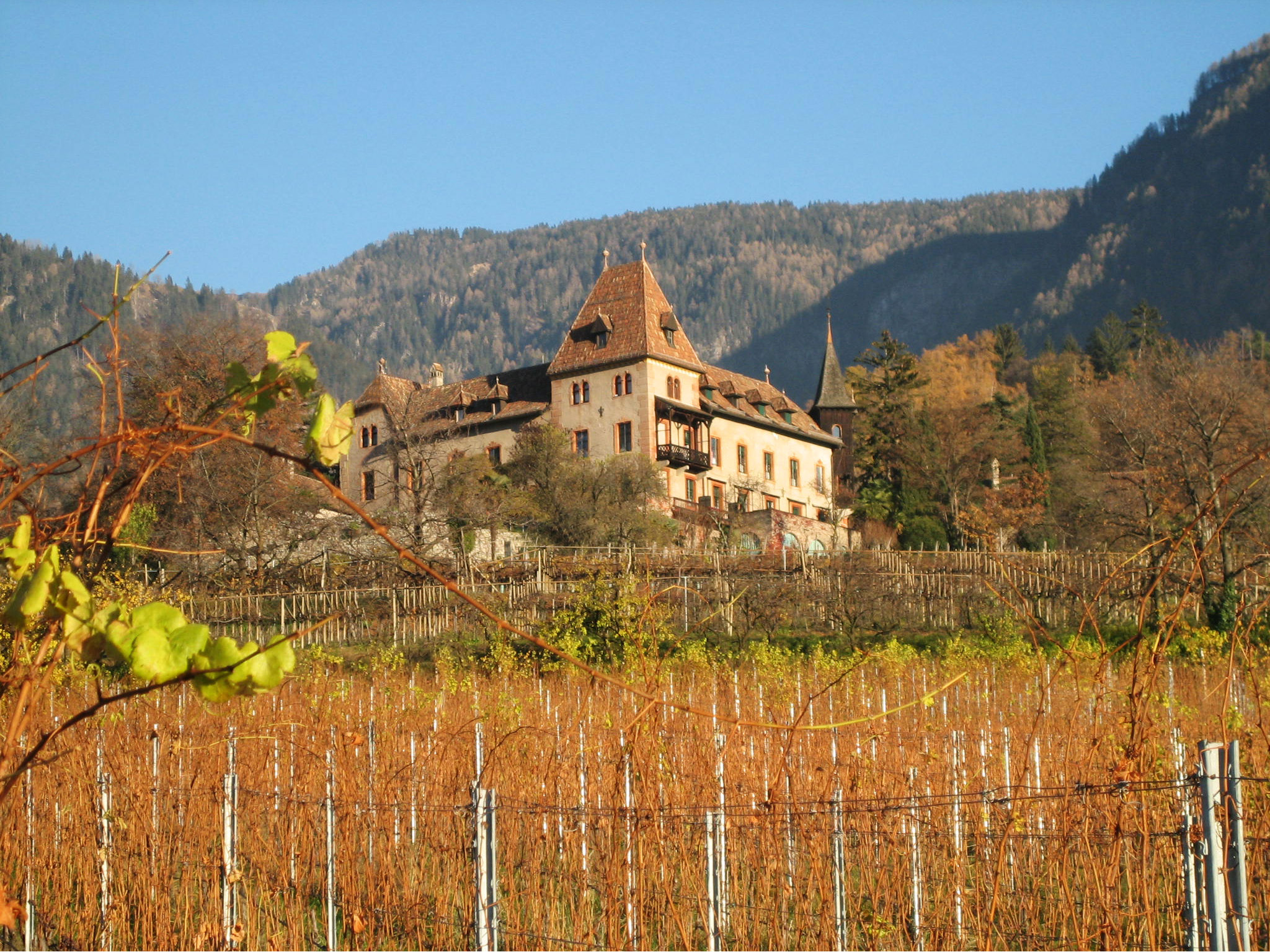
— проміжна база для зберігання фальшивих фунтів

Фальшиві купюри перевозили з концтабору Заксенгаузен до замку Лаберс у Південному Тіролі. Звідти їх через мережу агентів, створену Фрідріхом Швендом, переправляли до інших країн. Швенд, який ще з 1930-х років займався контрабандою та незаконними валютними операціями, організував мережу з 50 агентів. Вони обмінювали підроблені фунти на справжні швейцарські франки та долари США. За свої послуги Швенд отримував третину від суми, переданої йому нацистами.
Отримані кошти використовували для закупівлі зброї на чорному ринку, яку потім переправляли пронацистським формуванням у Південно-Східній Європі. Фальшиві фунти також постачали агентам німецької розвідки. Одним із таких агентів був Ельяс Базна, відомий під кодовим ім'ям «Цицерон». Базна, працюючи камердинером англійського посла в Туреччині, отримував доступ до службових документів посольства, копіював їх і передавав німцям. За свої послуги він отримав 300 тисяч фальшивих фунтів. Після закінчення війни Базна спробував використати ці гроші, аби відкрити готельний бізнес. Проте на той час Банк Англії вже володів інформацією про особливості підробок завдяки свідченням колишніх ув'язнених. Під час перевірки банкноти були визнані фальшивими, через що Базна потрапив до в'язниці. Пізніше він без успіху вимагав від уряду ФРН компенсації у вигляді справжніх грошей.
Сто тисяч фальшивих фунтів зіграли вирішальну роль у забезпеченні успіху операції «Дуб», яка у вересні 1943 року дозволила звільнити Беніто Муссоліні з полону.
Після закінчення Другої світової війни історія з фальшивими англійськими фунтами та американськими доларами отримала продовження в Україні. 1946 року МДБ УРСР отримало інформацію, що підроблену валюту використовують бандерівці для фінансування визвольної боротьби. Операції зі збуту фальшивих грошей у Мюнхені, за даними радянських органів, проводив керівник Служби безпеки Закордонних частин ОУН Мирон Матвієйко. Втім, після того, як на його діяльність звернула увагу американська військова поліція, він був змушений втекти до Франції. У травні 1951 року Мирон Матвієйко разом із групою розвідників був десантований біля села Бишки Тернопільської області для встановлення зв'язку з підпіллям ОУН на чолі з Василем Куком. Однак радянська агентура вивела їх на оунівську псевдобоївку, після чого групу заарештували. У полоні Матвієйко погодився співпрацювати з МДБ СРСР і був залучений до оперативних операцій із західними розвідками. Під час слідства він підтвердив свою участь в операціях із фальшивою валютою, однак радянські органи не надавали цій інформації публічної уваги, через її малу актуальність у контексті «холодної війни».
Tilhas Tizig Gesheften, невелика група, створена на базі Єврейської бригади Британської армії після завершення Другої світової війни, отримала партію фальшивих фунтів стерлінгів від Яакова Леві, одного з агентів Фрідріха Швенда. Підроблені банкноти використовували для закупівлі обладнання та перевезення переміщених осіб до Палестини, порушуючи британську блокаду території.

## Закінчення війни та припинення операції «Бернгард»

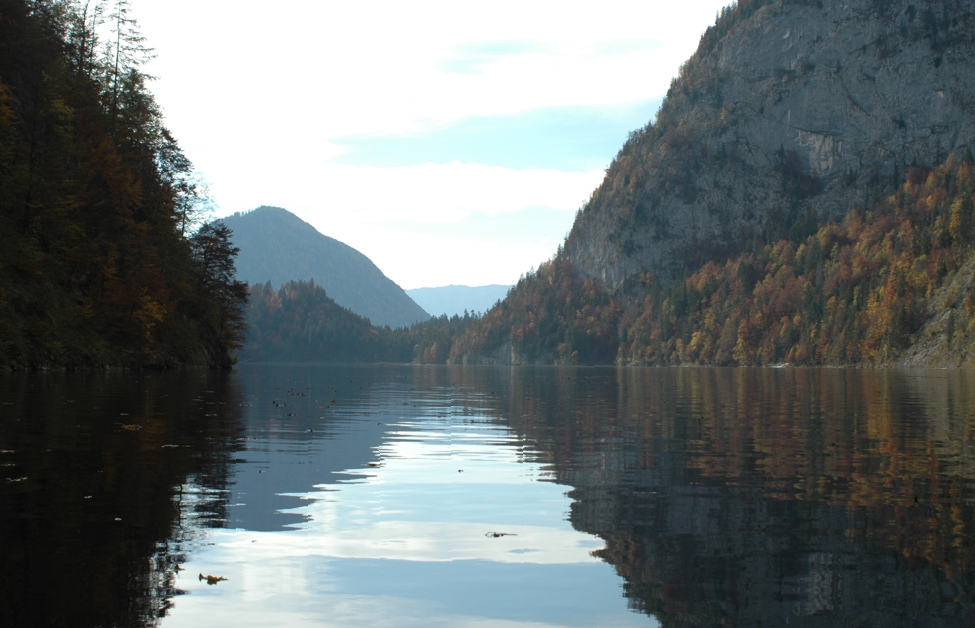
Озеро Топліц, де було затоплено обладнання, яке використовували під час операції «Бернгард»

У лютому–березні 1945 року через поразки німецьких військ виробництво у Заксенгаузені було зупинено. Устаткування й матеріали упакували та разом з ув'язненими перевезли до концентраційного табору Маутхаузен. Звідти їх переправили до системи тунелів Редль-Ціпф, неподалік Маутхаузена, де планувалося організувати виробництво. Незабаром наказ про відновлення друку фальшивих банкнот було скасовано. Згідно з новим розпорядженням, ув'язнені мали знищити всі наявні в них фальшиві гроші. Матеріали, які неможливо було ліквідувати, упакували та затопили в гірських озерах Топліц і Грундль.
На початку травня 1945 року операцію «Бернгард» офіційно припинили. Керівник операції Бернгард Крюгер попрощався з ув'язненими, сказавши: «Тижнів через три ви будете на моєму місці, а я — на вашому». Ув'язнених почали перевозити з тунелів до концентраційного табору Ебензее, де їх планували розстріляти. Наказ вимагав знищити всіх одночасно, що ускладнювалося через неможливість перевезти 140 осіб одним транспортом. Перші дві групи ув'язнених безперешкодно прибули до Ебензее, де їх утримували окремо від інших в'язнів. Третя група через поломку вантажівки була змушена дві доби добиратися до табору пішки. За цей час охорона табору дізналася про наближення військ союзників і розбіглася, залишивши ув'язнених на волі. 5 травня 1945 року третя група дісталася табору Ебензее, який на той час уже був без охорони. Наступного дня до табору вступили американські війська, звільнивши в'язнів.

## Післявоєнна доля учасників операції

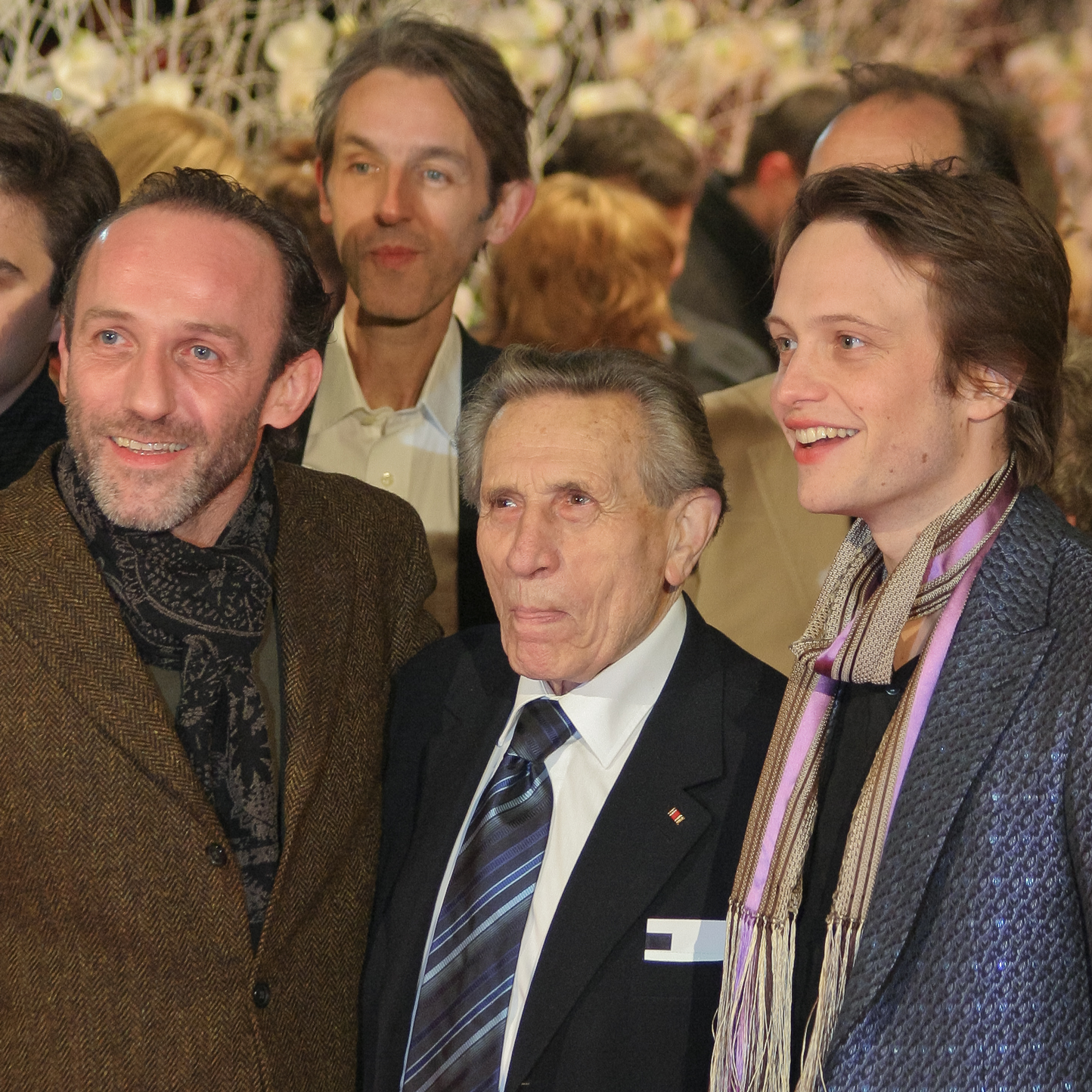
Колишній в'язень і учасник операції «Бернгард» Адольф Бургер разом з акторами фільму «Фальшивомонетники» на його прем'єрі у 2007 році

Бернгард Крюгер після війни понад рік переховувався у своєму будинку. У листопаді 1946 року він добровільно здався британській владі. Оскільки підробка грошей ворога не вважалася воєнним злочином, йому офіційно не пред'явили жодних звинувачень. На початку 1947 року британці передали Крюгера французькій владі, яка спробувала залучити його до виготовлення підроблених паспортів, але Крюгер відмовився. У листопаді 1948 року він був звільнений і пройшов процес денацифікації. Під час цього процесу були враховані свідчення ув'язнених, багато з яких стверджували, що завдяки діям Крюгера їм вдалося вижити. Після звільнення він влаштувався на роботу в паперову компанію Hahnemühle. 1965 року письменник з НДР Юліус Мадер опублікував книгу «Скарб бандитів» (нім. Banditenschatz), де розкритикував уряд ФРН за те, що він приховував Крюгера. Проте не всі оцінювали Крюгера позитивно. Адольф Бургер, колишній ув'язнений і учасник операції, звинувачував його у смерті шести осіб, які захворіли. За словами Бургера, Крюгер не дозволив їм залишатися в лазареті, щоб уникнути можливого витоку інформації про операцію.
Соломон Смолянов, як і Бернгард Крюгер, зник у 1945 році. Всі сліди майстра-фальшивомонетника були втрачені після його звільнення з концтабору. Секретна служба США шукала Смолянова, оскільки була стурбована тим, що він міг втекти до Америки, прихопивши кліше для друку фальшивих банкнот. Майже через два роки після зникнення Соломона Міністерство фінансів США отримало важливу інформацію. Американське консульство в Берні повідомило про російського професора, у якого знайшли фальшиві гроші. Швейцарська поліція заарештувала цього чоловіка, і під час тривалого допиту він зізнався, що підтримував зв’язок зі Смоляновим. Стало відомо, що на той момент Соломон тоді проживав у Римі, очікуючи на візу до Південної Америки. Департамент кримінальних розслідувань армії США затримав Смолянова в Римі і допитав про його діяльність. Звільнений з-під варти він зник з поля зору та в 1948 році виїхав до Уругваю. У 1950-х роках він був змушений покинути країну після того, як поліція запідозрила його у виготовленні підробок російських ікон. Останні роки життя Соломон провів у бразильському місті Порту-Аллегрі, де відкрив магазин із виготовлення та продажу дитячих іграшок.
Фрідріх Швенд, який нажив значний статок на операції «Бернгард», був заарештований американцями у червні 1945 року. Його спробували залучити до роботи в Організації Гелена. Формально погодившись на співпрацю, Швенд згодом вийшов на свободу і втік до Перу. У Латинській Америці він спробував продовжити свою діяльність, проте був заарештований за контрабанду валюти та продаж державних секретів. Після двох років ув'язнення Швенда депортували до ФРН, де судили за вбивство, скоєне під час війни. Суд врахував його аргументи про ненавмисність злочину, і йому призначили умовний термін.
Колишні в'язні повернулися до звичайного життя. Щонайменше п'ятеро учасників операції «Бернгард» опублікували свої спогади. Моріц Нахштерн був першим. Його книга «Фальшивомонетники в блоці 19» (норв. Falskmynter i blokk 19) вийшла в Норвегії в 1946 році, а у 2008 році була перевидана і перекладена багатьма мовами світу. Адольф Бургер повернувся до Чехословаччини після війни, де прожив до 99 років. 1945 року першу версію його спогадів записали чеські журналісти Сільвія та Оскар Креші під назвою «Номер 64401 промовляє» (чеськ. Číslo 64401 mluví) і вони вийшли лише в Чехословаччині. Малюнок обкладинки для першого видання створив художник та колишній в'язень концтабору Лео Хаас. Пізніше, у 1970-х роках, Бургер написав власні спогади, перекладені та перевидані в НДР у 1983 році під назвою «Майстерня диявола» (нім. Des Teufels Werkstatt).

## Боротьба з підробками та модернізація банкнот

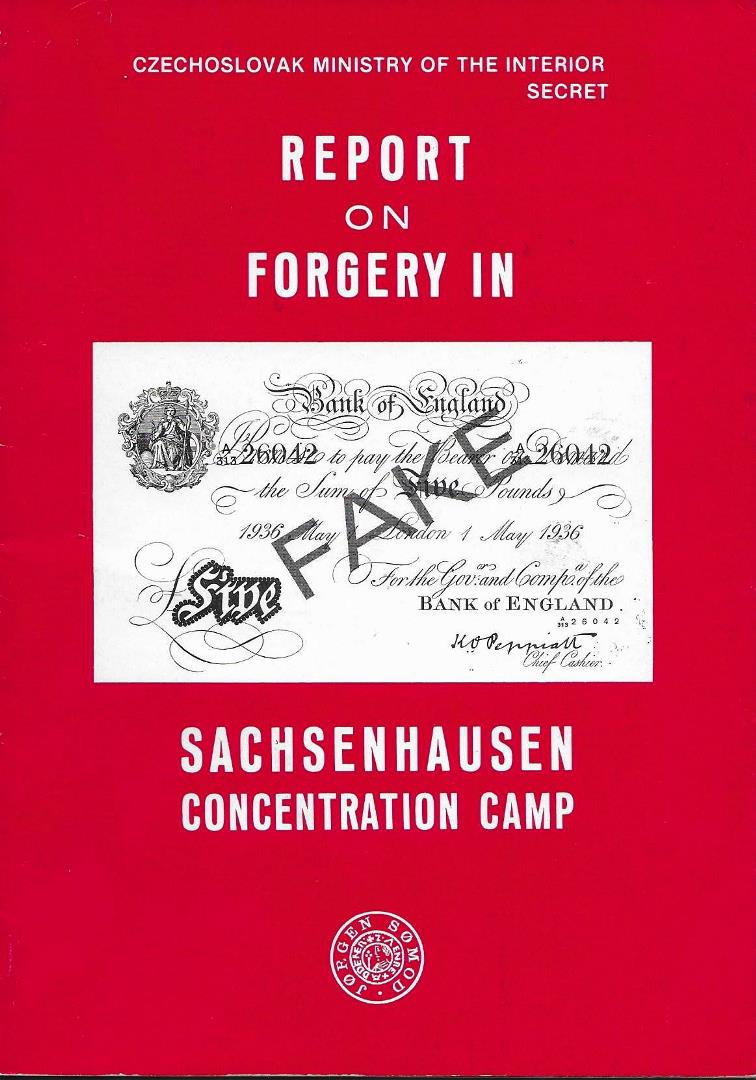
Звіт Міністерства внутрішніх справ Чехословаччини про фальсифікації в концтаборі Заксенгаузен. 1945 рік

Плани нацистів стали відомими союзникам, попри їхню секретність. У листопаді 1939 року російський емігрант передав британському послу в Греції Чарльзу Паларету інформацію про операцію під назвою «Наступ на стерлінг». Згодом дані передали до Банку Англії та Міністерство фінансів США.
На початку 1940 року у відповідь на загрозу Банк Англії ввів в обіг нову серію банкнот номіналом 1 фунт і 10 шилінгів. У однофунтових банкнотах вперше у світі була використана захисна нитка. 1943 року було заборонено ввезення банкнот у фунтах стерлінгів, а також припинено друк купюри номіналом 5 фунтів. Водночас проводилась інформаційна кампанія для підвищення обізнаності населення про ризик фальшивок. Через значний обсяг підробок у квітні 1943 року Банк Англії припинив випуск банкнот номіналом 10 фунтів і вище.
Після завершення війни Адольф Бургер звернувся до Національного банку в Празі та розповів про свою участь в операції з підробки валюти. Його свідчення стали основою для розслідування, яке провела чеська поліція, щоб визначити, чи були фальшиві банкноти використані, а також чи могли деякі колишні в'язні концтабору Заксенгаузен продовжувати займатися підробкою валюти після звільнення. Масштаби німецької операції з підробки валюти викликали занепокоєння не лише у Банку Англії, але й у міжнародних правоохоронних органів. Разом із Скотленд-Ярдом британці розпочали масштабне розслідування, у межах якого був підготовлений звіт, знаний як «звіт Рівза». Схожі дії вживали й американські органи. Підозра у можливій підробці доларів США стала приводом для розслідування, яке очолив капітан МакНеллі з Секретної служби США. Швейцарський поліцейський Андре Амштейн також зібрав інформацію та підготував детальний звіт щодо підробок.
На кінець Другої світової війни у загальному обігу перебували фальшиві банкноти на суму від 15 до 20 мільйонів фунтів стерлінгів. Побачивши якість цих банкнот, один зі співробітників банку назвав їх «найнебезпечнішими з усіх, що він коли-небудь бачив». У лютому 1957 року було випущено нову банкноту номіналом 5 фунтів стерлінгів. Вона мала блакитний колір, друкувалася з обох сторін і використовувала «складні зміни відтінків кольорів та детально виконане машинне гравіювання» для забезпечення захисту. Інші номінали також поступово ввели в обіг: банкнота 10 фунтів у лютому 1964 року, 20 фунтів у липні 1970 року, а 50 фунтів — у березні 1981 року.
Попри високу якість, фальшиві фунти мали ледь помітні органолептичні ознаки підробки:
| Опис | Зображення        | Зображення        |
| Опис | Справжня банкнота | Фальшива банкнота |
| --- | ----------------- | ----------------- |
| Алегорична постать Британії на оригіналах була пластичною та тривимірною, тоді як на фальшивках — плоскою, розмитою та без чіткого друку. |                   |                   |
| Хрест на короні на фальшивих банкнотах також був розмитий.                                                                                |                   |                   |
| Голова Британії на фальшивках виконана менш філігранно й детально, ніж на оригіналах.                                                     |                   |                   |
| Зубець декоративного вінка на оригіналах видовжений, а на фальшивках — коротший                                                           |                   |                   |
| Філігрань у вигляді літери «N» на фальшивках розташована безпосередньо під словом «BANK», тоді як на оригіналах вона зміщена ліворуч      |                   |                   |

## Легенди та знахідки в озері Топліц

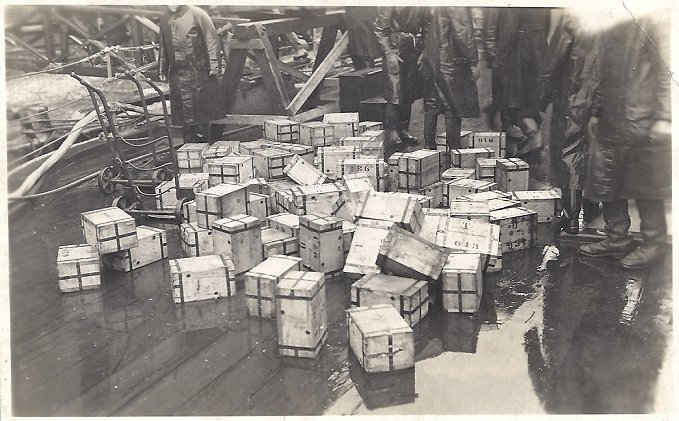
Ящики, знайдені союзниками на озері Топліц, містили фальшиві банкноти часів операції «Бернгард»

Озеро Топліц стало джерелом численних легенд і домислів через свої природні особливості. Протягом багатьох років дерева, принесені талими водами та буреломами, утворили на глибині своєрідний «пліт», який фактично став другим дном озера. Ця структура ускладнювала дослідження дна водолазами та сприяла поширенню різноманітних чуток. Навколо затоплених нацистами ящиків виникла маса припущень. Вважалося, що серед затоплених в озері речей могли бути золото, коштовності, секретні документи РСХА та, що особливо небезпечно для світової економіки, кліше та обладнання для виробництва фальшивих доларів США. Таємниці озера привертали увагу як шукачів пригод, так і державних спецслужб.
У 1959 році німецький журнал «Der Stern» профінансував пошукову операцію на озері Топліц. Спершу водолаз виявив дерев'яні ящики, які містили фальшиві банкноти номіналом 5 фунтів стерлінгів. Через кілька тижнів повідомили про знайдені друкарські форми. Спочатку стверджувалося, що загальна кількість банкнот і їх номінальна вартість становили близько 700 мільйонів фунтів стерлінгів. Однак пізніше було встановлено, що їхня реальна номінальна вартість сягала лише 9 мільйонів фунтів стерлінгів. Усі знайдені банкноти були знищені в Національному банку Австрії.
До 1963 року в районі озера сталося як мінімум вісім загадкових смертей. Автор книги «Афери з фальшивими грошима» Гюнтер Вермуш з НДР пов'язував ці події з діяльністю організацій, до складу яких входили колишні нацисти. Вільгельм Хьоттль, колишній штурмбанфюрер СС, який під псевдонімом Вальтер Хаген написав книгу про операцію «Бернгард», вважав, що навколо озера діяли радянські шпигуни. На його думку, їхньою метою було отримання обладнання, необхідного для виробництва фальшивих доларів США.

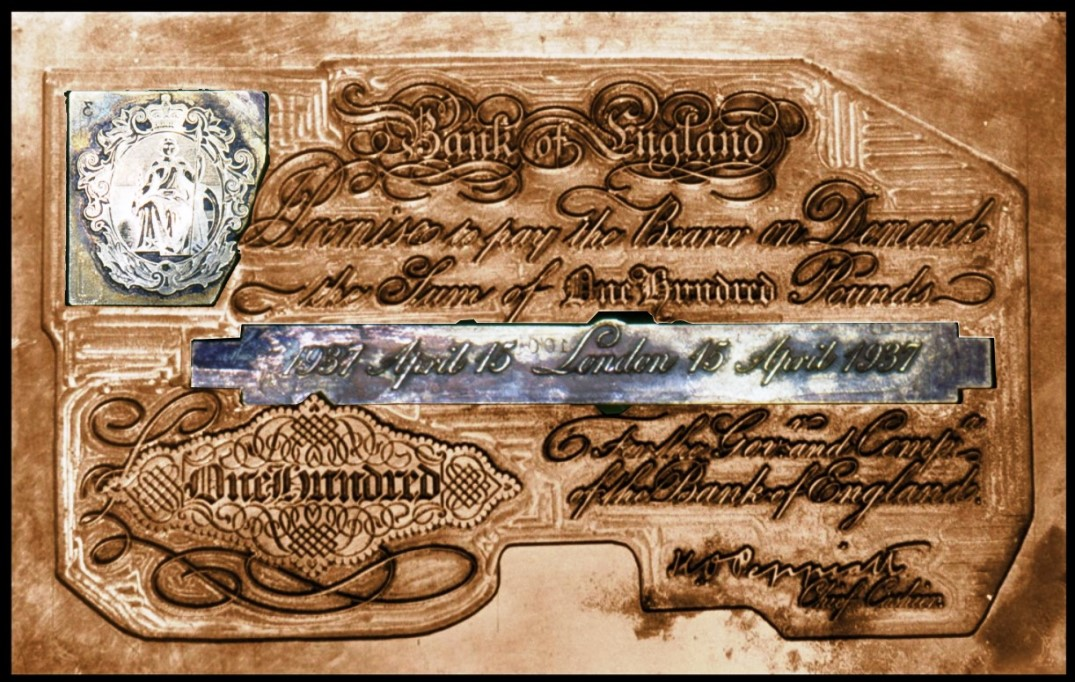
Кліше для виготовлення фальшивих 100 фунтових банкнот Банку Англії знайдене в озері Топліц у 2012 році

У 2000 році за участю американської телекомпанії CBS та Центру Симона Візенталя апарат, який використовувався для пошуків уламків «Титаніка», був залучений для дослідження дна озера Топліц. Під час експедиції було піднято кілька ящиків з банкнотами, свідком чого став Адольф Бургер, колишній в'язень, який брав участь у фальшивомонетній операції. 2009 року природоохоронці та представники лісового господарства закликали австрійський уряд накласти заборону на всі майбутні занурення на тлі занепокоєння, що численні дайвери загрожують екологічній рівновазі озера. «Щороку ми ловимо щонайменше 10 дайверів, які приїжджають сюди в надії знайти нацистський скарб, хоча це суворо заборонено», — зазначав Бернхард Шрагль, речник державного органу (нім. Bundesforste AG), що відповідає за цю територію. Дайвінг-клуб озера Топліц (нім. Tauchclub Dachstein-Salzkammergut) заявив у 2012 році, що вони знайшли кліше для 100-фунтової банкноти, а також пластину з датою «15 квітня 1937», яка мала бути додана до фальшивої банкноти. У Міжнародному музеї шпигунства зберігається зразок друкарської форми для виготовлення банкноти номіналом 10 фунтів стерлінгів, піднятої з дна озера.

## Операція «Бернгард» в культурі
- «Сліди ведуть до Берліна» (нім. Die Spur führt nach Berlin, 1952) — режисер Франтішек Чап, у ролях: Гордон Говард, Іріна Гарден та Курт Мейзель. Фільм розповідає про діяльність фальшивомонетників у післявоєнному Берліні[111].
- «Скарб озера Топліц» (нім. Der Schatz vom Toplitzsee, 1959) — режисер Франц Антель, у ролях: Йоахім Гансен, Сабіна Зессельман та Герт Фребе[112].
- Вигадана версія історії операції «Бернгард» стала основою комедійного серіалу «Рядовий Шульц[en]», який створила 1980 року телекомпанія BBC. У серіалі зіграли, зокрема, Майкл Елфік та Ієн Річардсон[113].
- «Єврейський нацистський агент у Тель-Авіві» (нім. Ein jüdischer Naziagent in Tel Aviv, 2003) — дослідження Шраги Елама, режисер Франц Дж. Галле, створений для RAI[114][115].
- 2007 року за мотивами книги Адольфа Бургера «Майстерня диявола» вийшов австро-німецький фільм «Фальшивомонетники», який здобув нагороду американської кіноакадемії «Оскар» в номінації «Кращий фільм іноземною мовою»[116].
- Художник Морт Кунстлер[en] намалював сцену майстерні з виготовлення фальшивих грошей у концтаборі Заксенгаузен під назвою «The Money Game»[117].